# Перуанская коммунистическая партия
Перуанская коммунистическая партия (исп. Partido Comunista Peruano) — коммунистическая партия в Перу. Была основана 7 октября 1928 года перуанским политиком и философом-марксистом Хосе Карлосом Мариатеги под названием Социалистическая партия Перу, уже в 1930 году переименована им в коммунистическую.
Партия неоднократно подвергалась запретам и репрессиям со стороны правительств Перу (оставаясь подпольной большую часть своего существования вплоть легализации в 1968 году) и перенесла несколько расколов, один из которых в 1964 году привел к возникновению маоистской Компартии Перу — Красный флаг, от которой, в свою очередь позже отделилась группа «Сияющий путь».
В 1980 году создала блок «Единство левых», получивший на выборах 1980 года 3 % голосов; на следующих выборах этот блок вошёл в более широкую коалицию «Объединённые левые». Входила в коалицию «Перу побеждает», поддерживавшую президента Ольянту Умалу.
Головной офис партии на данный момент находится на площади Рамона Кастильи в Лиме, главой партии является Роберто де ла Крус Уаман. До него этот пост занимал Реньян Раффо Муньос (с 1991 по 2007). КПП выпускает два политических издания «Unidad» (Единство) и «Nuestra Bandera» (Наш Флаг).

## Руководство
Список руководителей (генеральных секретарей) Коммунистической партии Перу
- 1928—1930 — Хосе Карлос Мариатеги (José Carlos Mariátegui)
- 1930—1932 — Эудосио Равинес (Eudocio Ravines)
- 1932—1933 — Уго Песче (Hugo Pesce)
- 1933 — Хуан Барриос Контрерас (Juan Barrios Contreras)
- 1933 — Эудосио Равинес (Eudocio Ravines)
- 1933—1934 — Николас Террерос (Nicolás Terreros)
- 1934—1937 — Антонио Наварро Мадрид (Antonio Navarro Madrid)
- 1937—1940 — Хулио Портокарреро (Julio Porticarrero)
- 1940—1942 — Флоренсио Чавес (Florencio Chávez)
- 1942—1946 — Хорхе Акоста Салас (Jorge Acosta Salas)
- 1946—1948 — Хорхе дель Прадо Чавес (Jorge del Prado Chávez)
- 1948—1953 — Маннуэль Угарте Сальданья (Manuel Ugarte Saldaña)
- 1953 — Карлос Арбуду Миранда (Carlos Arbul´´u Miranda)
- 1953 — Мануэль Кабрера Брионес (Manuel Cabrera Briones)
- 1953 — Маркос Годиньо (Marcos Godiño)
- 1953 — Альфредо Матьюс Эгурен (Alfredo Mathews Eguren)
- 1954—1955 — Омар Сильберт (Omar Zilbert)
- 1956—1960 — Рауль Акоста Салас (Raúl Acosta Salas)
- 1960—1991 — Хорхе дель Прадо Чавес (Jorge del Prado Chávez)
- 1991—2007 — Реньян Раффо Муньос (Reñan Raffo Muños)
- с 2008 — Роберто де ла Крус Уаман (Roberto De La Cruz Huamán)

## Съезды КПП
- I съезд — сентябрь 1942
- II съезд — май 1946
- III съезд — август 1948
- IV съезд — август 1962
- V съезд — 1969
- VI съезд — 1973
- VII съезд — ноябрь 1979
- VIII съезд (внеочередной) — январь 1982
- IX съезд — май 1988
- X съезд — декабрь 1991
- XI съезд — июнь 1996
- XII съезд — декабрь 2002